# کوزمینوفکا (شهرستان داولکانوفسکی، باشقیرستان)
کوزمینوفکا (انگلیسی: Kuzminovka, Davlekanovsky District, Republic of Bashkortostan) یک شهرک در شهرستان داولکانوفسکی در استان باشقیرستان کشور روسیه است.